# Kirill Smirnov
Kirill Smirnov (in russo Кирилл Смирнов?; 2 aprile 1996) è un arciere paralimpico russo specializzato nel ricurvo.

## Carriera
Nato in Russia, all'età di 10 anni ha perso la gamba sinistra cadendo da un camion.
Dopo l'incidente decide di dedicarsi all'equitazione, prima di passare al tiro con l'arco paralimpico nel 2010.
Nel 2017 ha partecipato ai Mondiali IPC vincendo la medaglia d'oro nel ricurvo a gruppi; mentre nel 2021 ha fatto parte della delegazione russa partecipante alle paraolimpiadi estive di Tokyo.
Nel corso della competizione ha vinto la medaglia d'oro nel ricurvo misto in coppia con Margarita Sidorenko e si è classificato quinto nel ricurvo individuale.

## Palmarès

### Giochi paralimpici estivi
- 1 medaglia
  - 1 oro (Tokyo 2020)

### Mondiali IPC
- 1 medaglia
  - 1 oro (2017)